# Leningrader Affäre
Die Leningrader Affäre (russisch Ленинградское дело) war eine Serie von angeblichen kriminellen Fällen, die Ende der 1940er-Jahre im Bereich der Leningrader Parteigliederung der KPdSU stattgefunden haben sollen. Opfer dieser konstruierten Affäre wurden viele Leningrader Funktionäre. Es waren vor allem Anhänger des Politbüromitglieds und Leningrader Parteisekretärs Andrei Schdanow, der bis zu seinem Tod im Sommer 1948 neben Stalin der mächtigste Mann in der Sowjetunion war. Das prominenteste Opfer war Nikolai Wosnessenski, Mitglied des Politbüros der KPdSU und Gosplan-Vorsitzender.

## Hintergründe

### Chronik
Kurz nach dem Tod von Andrei Schdanow im Jahre 1948, dessen Gegner Lawrenti Beria und Georgi Malenkow waren, verschwanden 1949 die Schdanow-Freunde Wosnessenski, der Sekretär des Zentralkomitees für Angelegenheiten der Staatssicherheit Alexei Kusnezow und der Erste Sekretär der Leningrader Partei Pjotr Popkow sowie andere Funktionäre plötzlich ohne jede Erklärung aus dem öffentlichen Leben. Chruschtschow berichtete 1956 in seiner Geheimrede auf dem XX. Parteitag, dass sie in die von Stalin und Beria erfundene „Leningrader Affäre“ verwickelt gewesen seien. Nikita Chruschtschow führte aus:
„Bekanntlich waren Wosnessenski und Kusnezow hervorragende und talentierte Funktionäre. Zu ihrer Zeit standen sie Stalin nahe…. Die Beförderung Wosnessenskis und Kusnezows erschreckte Beria. Wie heute festgestellt werden kann, hat eben Beria gemeinsam mit seinen Untergebenen Materialien in Gestalt von Erklärungen und anonymen Briefen, in der Form von verschiedenen Gerüchten und Gesprächen konstruiert und Stalin ‚untergeschoben‘.“
Mitte Februar 1949 schickte Stalin Malenkow nach Leningrad. Anlass war der anonyme Brief eines Mitgliedes der Wahlkommission über Unregelmäßigkeiten bei den Wahlen vom Dezember 1948 zum Gebietskomitee der Leningrader Konferenz der KPdSU. Malenkow warf bei seinem Auftritt im Sitzungsraum des Leningrader Gebiets- und Stadtkomitees der Leningrader Führung zahlreiche „Fehler“ vor. So sei eine gesamtrussische (All-Union) Messe zur Verbesserung des Handels im Januar 1948 in Leningrad ohne speziellen Beschluss der Führungsorgane organisiert worden. Das sei ein Akt des Widerstandes gegen das Zentralkomitee gewesen. Aufgrund von einigen Formulierungen Popkows brachte Malenkow schließlich seinen Hauptvorwurf vor: Versuch der Gründung einer neuen Kommunistischen Partei Russlands.
Auch ein 1946 eröffnetes Museum der Verteidigung Leningrads führte zu Irritationen hinsichtlich der Verdienste über die Verteidigung der Stadt. Der 1948 herausgegebene Museumsführer würdigte die Verdienste der wichtigsten Metropole der UdSSR und auch die von Stalin. Die Ausstellung wurde aber dem genialen Feldherrn und Generalissimus, der wenig Anteil an dem Leningrader Kampf hatte, wohl nicht gerecht. Malenkow soll Anfang 1949 beim Besuch des Museums laut Augenzeugen gesagt haben:  „Man hat einen Mythos über das besondere Schicksal Leningrads geschaffen! Die Rolle des Großen Stalin wurde herabgewürdigt!“. Das Museum wurde  danach geschlossen und der Museumsführer eingezogen.
Nach Malenkows Bericht wurde die gesamte Parteiführung des Gebietes und der Stadt abgelöst. Dann folgten die Verhaftungen unter dem Vorwurf der Spionage oder Parteifeindlichkeit. Wosnessenski wurde im März 1949 aus dem Politbüro ausgeschlossen. Im September 1950 fand die Verhandlung statt.
Die Anklageschrift warf Kusnezow, Popkow, Wosnessenski, Kapustin, Lasutin, Rodionow, Turko, Sakrschewskaja und Michejew vor, im Jahr 1938 eine antisowjetische Gruppe gebildet zu haben. Ihr Ziel sei es gewesen, einen Kampf gegen die Partei und ihr ZK zu führen. Unter den Kommunisten der Leningrader Organisation hätten sie deshalb versucht, Unzufriedenheit mit den Beschlüssen des ZKs der KPdSU zu schüren. Dabei hätten sie verleumderische Behauptungen verbreitet, verräterische Absichten geäußert und staatliche Mittel verschwendet. Aus den Akten des Verfahrens gehe hervor, dass alle Angeklagten ihre Schuld vollkommen gestanden hätten.
Turko erklärte dazu am 29. Januar 1954, sein Geständnis sei durch regelmäßige Prügel sowie durch ihm gegenüber geäußerte Drohungen gegen seine Frau und seine Kinder erzwungen worden, bis er alles unterschrieb, was der Untersuchungsrichter vorschlug.
Nach dem ersten Prozess fanden weitere Prozesse statt, in denen weitere führende Vertreter der Leningrader Parteiführung (u. a. Badajew, Charitonow, Wosnessenskaja) verurteilt wurden. Weitere Verhaftungen, Prozesse und Verurteilungen folgten bis 1952. Wosnessenski, Kusnezow, Popkow, der Vorsitzende des Ministerrats der Russischen SFSR Michail Rodionow, Popkows Stellvertreter Jakow Kapustin, der Vorsitzende des Leningrader Sowjets Pjotr Lasutin und viele andere hohe Parteifunktionäre verloren ihr Leben. Um die 2000 führende Leningrader Parteifunktionäre verloren ihre Posten und um die 200 Funktionäre erlitten Repressionen und kamen in Lager (Gulag).

### Führungskampf zwischen Moskau und Leningrad
Zwischen der Moskauer Zentrale der Partei und der Parteigliederung in Leningrad gab es schon in den 1930er-Jahren immer wieder unterschwellige Irritationen oder auch Spannungen, die wahrscheinlich noch aus den Zeiten der Oktoberrevolution und des Russischen Bürgerkrieges stammten, bei der Lenin und Trotzki, aber weniger Stalin, eine bedeutende Rolle spielten. Auch die Moskauer Prozesse gegen die in Leningrad beliebten, von Stalin hingerichteten Revolutionäre Grigori Sinowjew und Lew Kamenew waren nicht vergessen. Unklar waren auch die Ereignisse um den Tod des Leningrader Parteichefs Sergei Kirow aus dem Jahr 1934; Gerüchte über eine Beteiligung Stalins kamen auf.
Die lange Leidenszeit der Leningrader Blockade und der Verteidigung der Stadt im Zweiten Weltkrieg vom Oktober 1941 bis 1943/1944 führten auch zu Irritationen zwischen der Leningrader Führung und der zentralen Macht.
Der misstrauische Stalin fürchtete immer wieder Widerstand aus der Leningrader Parteiebene, und Beria schürte dieses Misstrauen.

### Wosnessenski als Opfer
Folgende, vermutlich fabrizierten, Gründe wurden genannt, warum Stalin den exzellenten aber auch elitären Wosnessenski liquidieren ließ:
- Wosnessenski warf man Unregelmäßigkeiten bei der Wirtschaftsstatistik durch Gosplan vor, auf Grund von Behauptungen durch Beria und Malenkow.
- Beria berichtete Stalin, dass 1941 – als Stalin bei Ausbruch des Krieges gegen Deutschland sich in einer tiefgreifenden persönlichen Krise befand – Wosnessenski den damaligen zweiten Mann in der Partei Wjatscheslaw Molotow ermutigt haben soll, Stalin abzulösen. Molotow hatte dieses entschieden abgelehnt. Erwartungsgemäß rächte sich Stalin an Wosnessenski, und auch Molotow verlor – vorwiegend aus anderen Gründen – ab 1949 an Macht und Einfluss.
- Wosnessenski wollte zudem nach dem Krieg Wirtschaftsreformen mit marktwirtschaftlichen Elementen durchsetzen und stellte als Vorsitzender der Plankommission 1948 dazu seine Vorstellungen vor. Stalin war jedoch gegen solche Reformen und für den Erhalt der zentral gelenkten Planwirtschaft.

### Der Bericht von Nikolai Punin
Von dem 1949 ebenfalls gefangen genommenen und in das Arbeitslager Workuta deportierten Leningrader Kunsthistoriker und Schriftsteller Nikolai Punin (1888–1953) stammen Berichte über seine Zeit im Gulag sowie über die angebliche Leningrader Affäre und die angeblichen antisowjetischen Aktivitäten.